# Urheimat
"Urheimat" (din limba germană: ur- originar, antic; Heimat cămin, patrie) este un termen lingvistic prin care este desemnată teritoriul de origine al vorbitorilor unei proto-limbi. 
Datorită faptului că multe popoare au avut tendința să migreze și să se împrăștie pe spații foarte vaste, nu există un urheimat absolut, neputându-se stabili cu certitudine un urheimat indo-european diferit de cel germanic sau cel romanic. Dacă proto-limbile au fost vorbite în timpurile documentate istoric, locația urheimatului este sigură, așa cum este cazul Imperiului Roman și a limbilor romanice. Câtă vreme proto-limbile nu sunt atestate documentar, existența și localizarea urheimatului este o chestiune discutabilă. 

## Reconstruirea
În cazul în care un urheimat al unui grup lingvistic anume nu este cunoscut cu certitudine, o metodă de identificare este analizarea vocabularului proto-limbii. De exemplu, dacă nu există documente istorice și se încearcă aflarea urheimatului limbilor romanice, rădăcina cuvântului „vacă”, care este aproape similară în toate limbile neo-latine, ne va indica faptul că limbile romanice își au originea într-o zonă în care existau vaci. Pe de altă parte, nu există nici o rădăcină comună pentru cuvântul „cartof” în toate limbile romanice, de aceea nu este probabil ca America de Sud să fie urheimatul acestor limbi, deoarece, în conformitate cu dovezile arheologice, în America de Sud au existat cartofi dar nu și vaci până în 1492. 
VACĂ
- limba portugheză: vaca
- limba spaniolă: vaca
- limba franceză: vache
- limba italiană: vacca
- limba română: vacă

CARTOF
- limba portugheză: batata
- limba spaniolă: papa (America Latină), patata (Spania)
- limba franceză: pomme de terre sau patate
- limba italiană: patata
- limba română: cartof[a] (batat pentru cartof-dulce)[1]

În această manieră, lingviștii au încercat să identifice zona de origine a limbilor indo-europene. Posibili indicatori geografici relevanți sunt cuvintele comune pentru „plajă” și „somon”, în timp ce nu există rădăcină comună pentru cuvântul „leu”. Faptul că în atât de multe limbi europene pentru „leu” se folosesc cuvinte asemănătoare este datorat împrumuturilor recente.